# Међународни рачуноводствени стандард 11
МРС 11 - Уговор о изградњи
Овај стандард прописује рачуноводствени поступак за приходе и трошкове који су у вези са уговорима о изградњи. Због природе активности које се обављају у оквиру уговора о изградњи, датум када су активности из уговора започете и датум када су те активности завршене обично припадају различитим рачуноводственим периодима. Према томе, основно питање у вези са рачуноводственим обухватањем уговора о изградњи је распоређивање прихода по основу уговора и трошкова по основу уговора на рачуноводствене периоде у којима су грађевински радови извршени како би се утврдило када се они признају у билансу успеха као приходи и расходи.